# Schloss Ober Gläsersdorf

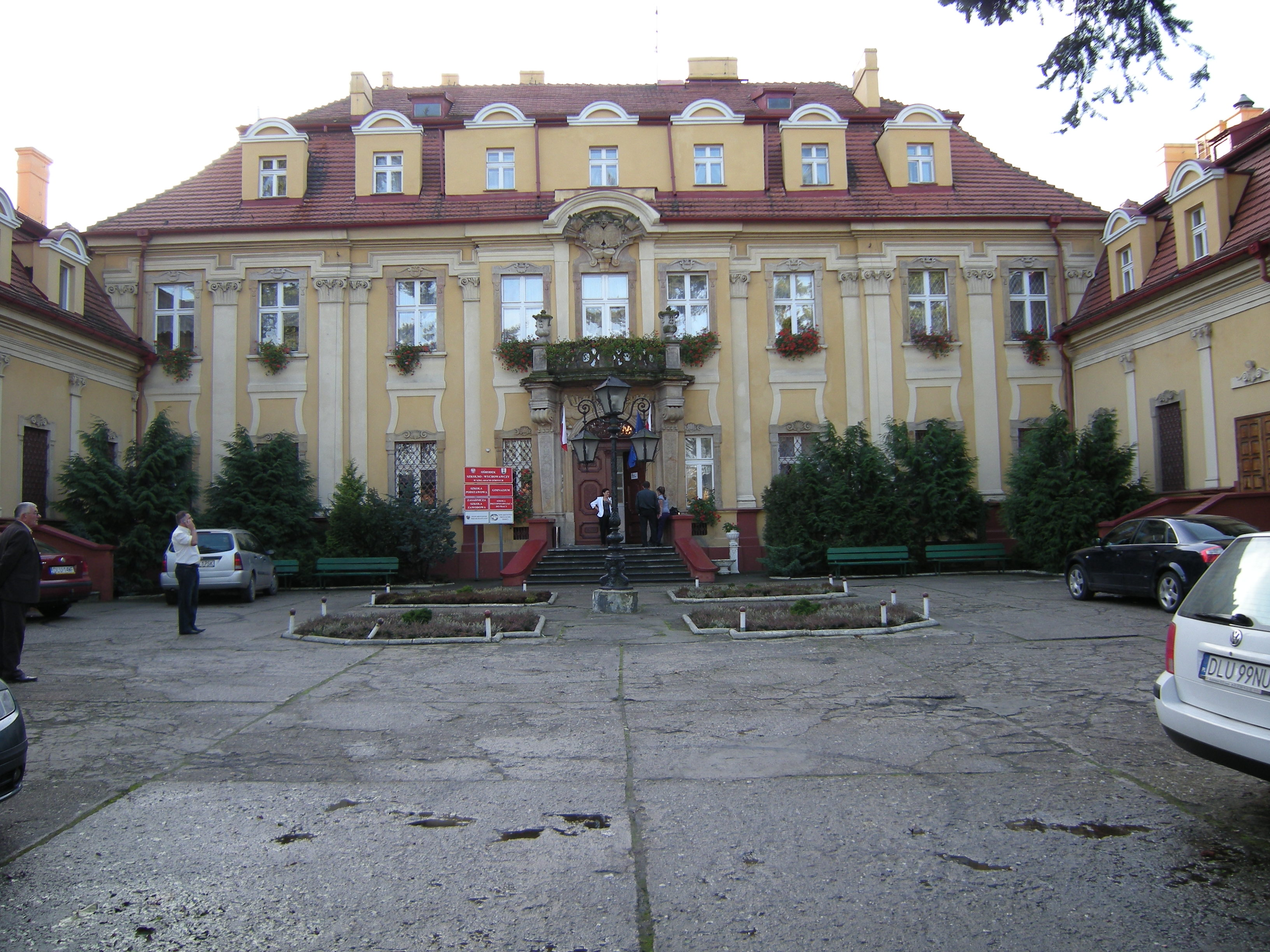
Schloss Obergläsersdorf

Schloss Obergläsersdorf (polnisch Pałac w Szklarach Górnych) ist ein Schloss in Szklary Górne (deutsch Obergläsersdorf) in der Landgemeinde Lubin (Lüben), in der Woiwodschaft Niederschlesien in Polen.

## Geschichte
Unter den von Glaubitz bestand im Ort eine Renaissanceresidenz. Johann Heinrich d’Hautois ließ ab 1715 ein Barockschloss errichten, möglicherweise nach Plänen des Baumeisters Johann Blasius Peintner, dem auch Schloss Briese zugeschrieben wird. Ab 1833 war Christian Gottlieb Raabe Eigentümer von Gut Obergläsersdorf und Gut Boeckey, die 1835 über dessen Sohn auf den Enkel Oskar Raabe übergingen. Letzterer, ausgebildet an der Forstakademie Tharandt, gründete eine Brauerei, betrieb eine Stärkefabrik, und baute die forstliche Nutzung aus. Der Annahmewert des Gutes betrug Mitte des 19. Jahrhunderts 43.800 Thaler. Mindestens bis 1894 saß die Familie Raabe auf Ober Gläsersdorf.
Seine heutige Gestalt erhielt das Schloss etwas nach 1895 unter den Grafen Ballestrem, u. a. mit den Grafen Franz von Ballestrem, verheiratet mit Hedwigis Gräfin Saurma, Freiin von und zu der Jeltsch, Besitzer von gesamt 11.353 ha in Schlesien, mit Ausbau der Seitenflügel im neobarocken Stil. Der umgebende Wassergraben wurde zeitgleich zugeschüttet. Der Garten am Schloss wurde als Rasenparterre mit Formgehölz erhalten und mit barocken Skulpturen der Hl. Florian und Michael geschmückt. Des Weiteren befanden sich die Gruppenskulpturen Frühlung, Sommer, Herbst und Winter, geschaffen vom Bildhauer Josef Wilhelm Carl Limburg, im hiesigen Schlosspark.
Valentin von Ballestrem saß als Vertreter für das Gräflich von Ballestrem`sche Fideikommiss im Preußischen Herrenhaus. Letzter Gutsherr war Nikolaus von Ballestrem. Als Forstverwalter vor Ort agierte in Ober Gläserdorf, um Haus Bockey und Eichensee (Brustawe) von Ende 1930er Jahre bis Anfang der 1940er Jahre Albrecht Baron von Keyserlingk (1900–1996), Vater der namhaften Schriftstellerin Linde von Keyserlingk. Nikolaus von Ballestrem, dem ebenso das Schloss Plawniowitz gehörte, starb auf der Flucht bei der Bombennacht in Dresden Februar 1945.
Infolge des Zweiten Weltkriegs fiel Ober Gläsersdorf zusammen mit dem größten Teil Schlesiens 1945 an Polen. Danach wurden im Schloss Wohnungen für Arbeiter der volkseigenen PGR eingerichtet. Im Inneren blieb nur das barocke Treppenhaus erhalten. Heute ist im Schloss eine Schule untergebracht.

## Bauwerk
Das Schloss ist als „Palais entre court et jardin“ (zwischen Hof und Garten) gestaltet. Hof- und Gartenfassade sind durch dreiachsige Mittelrisalite gegliedert. Zur Gartenseite ist ein auf Säulenpaaren ruhender Balkon vorgelagert. Über dem Balkon ist das Wappen des Grafen d’Hautois und seiner Frau aus dem Hause Frankenberg angebracht. Auf der hofabgewandten Seite liegt ein regelmäßiger Garten mit einem Brunnenbecken in der Mittelachse des Schlosses. Ein heute ruinöser Gartenpavillon bildete den westlichen Abschluss dieser Anlage. Südlich des Schlosses wurde im 19. Jahrhundert ein Landschaftspark angelegt.

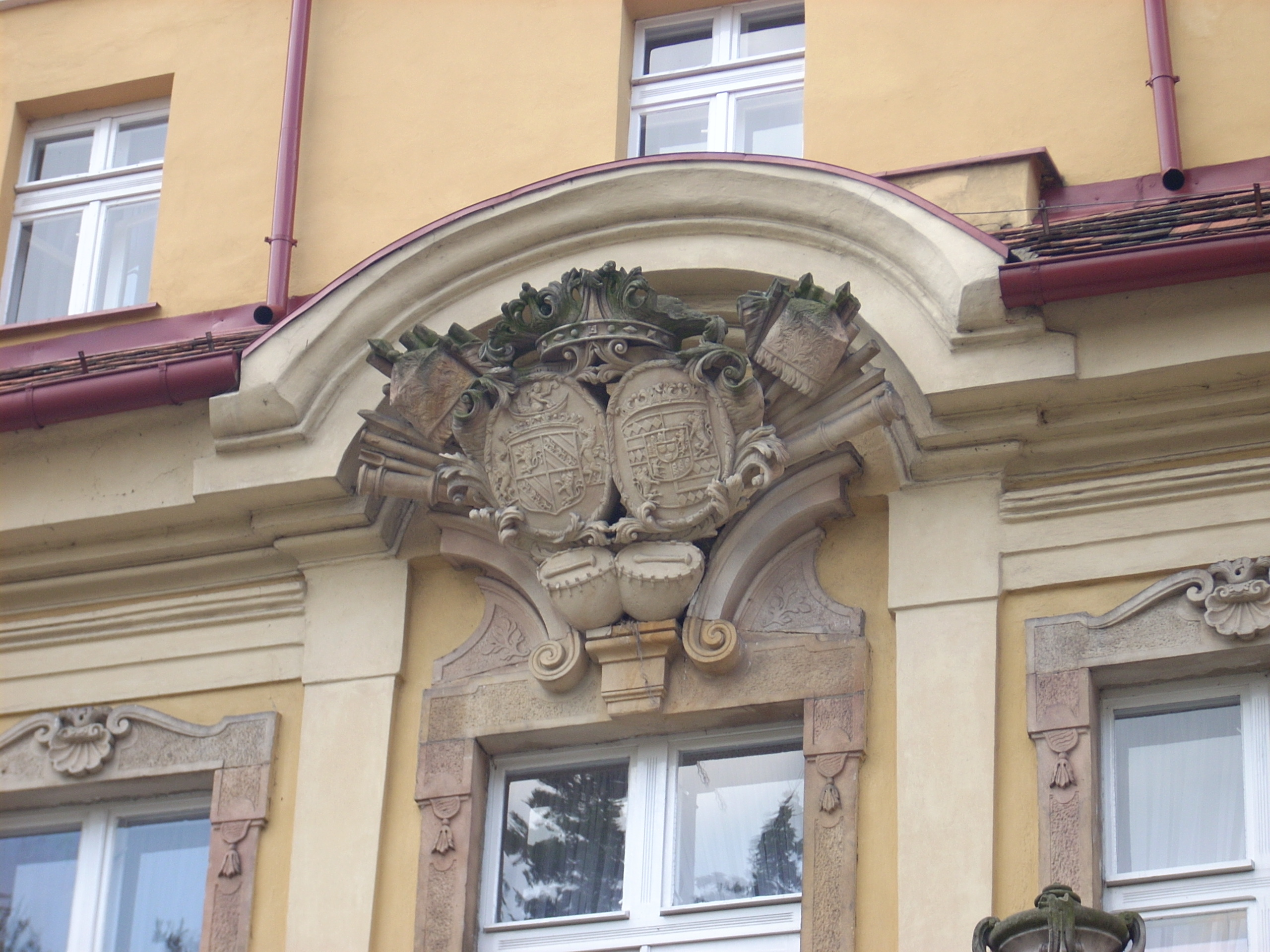
Wappen: d'Hautois, von Frankenberg
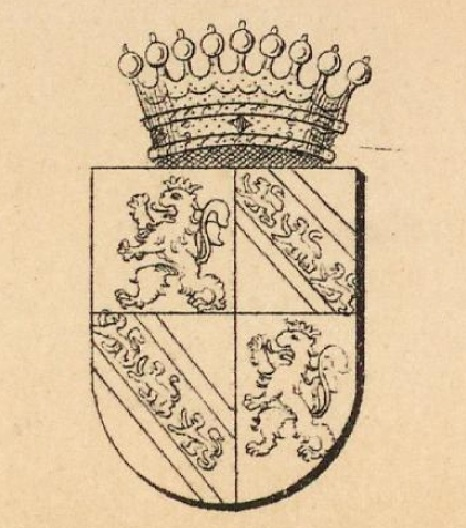
Wappen von Johann d'Hautois de Bronne
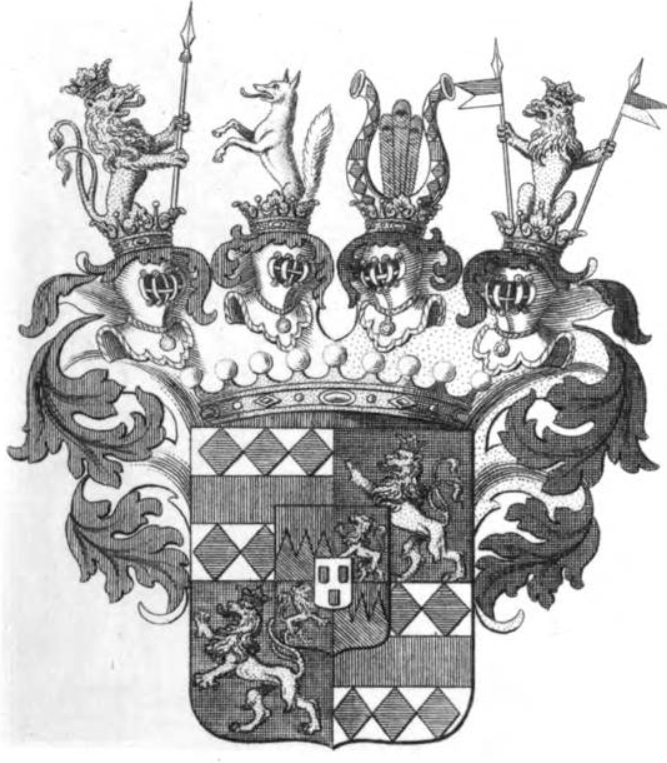
Wappen der Jacobine von Frankenberg